# Vancsik Zoltán
Vancsik Zoltán (Baja, 1943. április 27. – Székesfehérvár közelében, 2001. augusztus 17.) magyar  politikus, országgyűlési képviselő.

## Tanulmányai
Az általános iskolát szülővárosában, a középiskolát budapesti Bolyai János Textilipari Technikumban végezte, ahol 1962-ben leérettségizett. 1970-ben  közgazdász-technikusi oklevelet szerzett a székesfehérvári Hunyadi János Közgazdasági Technikumban. 1985-től a zalaegerszegi Pénzügyi és Számviteli Főiskola hallgatója lett, 1989-ben diplomázott.

## Élete
Édesapja, Vancsik Lőrinc vendéglátó, édesanyja Grebenár Jolán vállalkozó.  Vancsik Zoltán NB I-es és NB II-es kosárlabdacsapatokban játszott egészen 25 éves koráig amikor sportbalesetet szenvedett. Elvált, gyermekei: Zoltán és Viktória.

## Politikai pályafutása
1968-ban belépett az MSZMP-be. 1989-ben az MSZP alapító tagja lett. 1990-1995-ig a székesfehérvári MSZP szervezet elnöke volt. Az 1990-es országgyűlési választáson, a Fejér megye 1. sz., székesfehérvári választókerületében az ötödik helyen végzett, mandátumot nem szerzett. Az 1994-es országgyűlési választáson viszont mandátumot szerzett, a választások második fordulójában Orbán Viktort is megelőzte. 1998-ban újra mandátumhoz jutott, amit egészen haláláig betöltött. 
1995-től pártja frakcióigazgatója, majd 1998-tól frakcióvezető-helyettese volt a Parlamentben.

## Halála
2001. augusztus 17-én, péntek este, az M7-es autópályán, az 55-ös és az 56-os kilométerszelvény között halálos autóbalesetet szenvedett, mikor egy kamiont előzve lesodródott az útról és egy fának ütközött. A  tűzoltóság szakemberei megállapították, hogy Vancsik túllépte a megengedett sebességhatárt.